# Quatrième bruit cardiaque
 (février 2024).
La mise en forme du texte ne suit pas les recommandations de Wikipédia : il faut le « wikifier ».
Les points d'amélioration suivants sont les cas les plus fréquents. Le détail des points à revoir est peut-être précisé sur la page de discussion.
- Les titres sont pré-formatés par le logiciel. Ils ne sont ni en capitales, ni en gras.
- Le texte ne doit pas être écrit en capitales (les noms de famille non plus), ni en gras, ni en italique, ni en « petit »…
- Le gras n'est utilisé que pour surligner le titre de l'article dans l'introduction, une seule fois.
- L'italique est rarement utilisé : mots en langue étrangère, titres d'œuvres, noms de bateaux, etc.
- Les citations ne sont pas en italique mais en corps de texte normal. Elles sont entourées par des guillemets français : « et ».
- Les listes à puces sont à éviter, des paragraphes rédigés étant largement préférés. Les tableaux sont à réserver à la présentation de données structurées (résultats, etc.).
- Les appels de note de bas de page (petits chiffres en exposant, introduits par l'outil «  Source ») sont à placer entre la fin de phrase et le point final[comme ça].
- Les liens internes (vers d'autres articles de Wikipédia) sont à choisir avec parcimonie. Créez des liens vers des articles approfondissant le sujet. Les termes génériques sans rapport avec le sujet sont à éviter, ainsi que les répétitions de liens vers un même terme.
- Les liens externes sont à placer uniquement dans une section « Liens externes », à la fin de l'article. Ces liens sont à choisir avec parcimonie suivant les règles définies. Si un lien sert de source à l'article, son insertion dans le texte est à faire par les notes de bas de page.
- La présentation des références doit suivre les conventions bibliographiques. Il est recommandé d'utiliser les modèles {{Ouvrage}}, {{Chapitre}}, {{Article}}, {{Lien web}} et/ou {{Bibliographie}}. Le mode d'édition visuel peut mettre en forme automatiquement les références.
- Insérer une infobox (cadre d'informations à droite) n'est pas obligatoire pour parachever la mise en page.

Pour une aide détaillée, merci de consulter Aide:Wikification.
Si vous pensez que ces points ont été résolus, vous pouvez retirer ce bandeau et améliorer la mise en forme d'un autre article.
Le quatrième bruit cardiaque ou B 4 (parfois S4 d'après le terme anglophone) est un bruit cardiaque supplémentaire qui se produit en fin de diastole, immédiatement avant les deux bruits cardiaques normaux « lub-dub » (S 1 et S 2 ). Il survient juste après la contraction auriculaire et immédiatement avant le B1 systolique physiologique. Il est provoqué par la contraction forcée des oreillettes dans le but de vaincre un ventricule anormalement raide ou hypertrophique.
Cela produit un rythme classiquement comparé à la cadence du mot « Tennessee ».

## Physiologie
Les bruits cardiaques normaux, B1 et B2, sont produits respectivement lors de la fermeture des valvules auriculo-ventriculaires et de la  valve aortique. La fermeture de ces vannes produit une brève période d'écoulement turbulent, qui produit du bruit.
Le son  B4 apparaît immédiatement avant B1, alors que les oreillettes du cœur se contractent vigoureusement. Cela se manifeste par une vibration de 20 à 30 Hz dans le ventricule. Bien que le mécanisme ne soit pas absolument certain, il est généralement admis que B4 est provoqué par un raidissement des parois des ventricules (généralement gauche), qui produit un écoulement anormalement turbulent lorsque les oreillettes se contractent pour forcer le sang à entrer dans le ventricule. Cela se produit par exemple dans des conditions qui diminuent la compliance ventriculaire, comme l'hypertrophie ventriculaire gauche.
B4 est parfois audible chez la personne âgée en raison d'un ventricule plus rigide. Lorsqu'il est fort, c'est le signe d'un état anormal, généralement une défaillance du ventricule gauche. Si le problème vient du ventricule gauche, le rythme du galop sera mieux entendu à la pointe du cœur. Cela deviendra plus évident avec l'exercice, le patient allongé sur le côté gauche ou avec le patient en attente d'expiration. Si le problème concerne le ventricule droit, le son anormal sera plus évident dans la partie inférieure gauche du sternum et deviendra plus fort avec l'exercice et une inspiration rapide et profonde.
B4 a également été appelé « galop auriculaire » ou « galop présystolique » en raison de son apparition tardive dans le cycle cardiaque. L'autre rythme de galop est appelé B3. Les deux sont assez différents, mais ils peuvent parfois se produire ensemble formant un « quadruple galop ». Si la fréquence cardiaque est également très rapide ( tachycardie ), il peut devenir difficile de distinguer B3 de B4, produisant ainsi un son unique appelé « galop de sommation ».

## Traitement
Le bruit cardiaque B4 lui-même ne nécessite pas de traitement. Le bruit cardiaque S4 est une manifestation secondaire d’un processus pathologique primaire et le traitement doit être axé sur le traitement de la maladie primaire sous-jacente.